# Quercus annulata
Quercus annulata är en bokväxtart som beskrevs av James Edward Smith. Quercus annulata ingår i släktet ekar, och familjen bokväxter. Inga underarter finns listade.